# Rufirallus
Rufirallus is een geslacht van vogels uit de familie Rallen, koeten en waterhoentjes (Rallidae). Er zijn vijf soorten:
- Rufirallus fasciatus − Zwartbandral
- Rufirallus leucopyrrhus − Roodbonte dwergral
- Rufirallus schomburgkii − Schomburgks ral
- Rufirallus viridis − Roodkruinral
- Rufirallus xenopterus − Conovers dwergral